# Marvin Compper
Marvin Abel Compper (Tubinga, 14 giugno 1985) è un allenatore di calcio ed ex calciatore tedesco, di ruolo difensore, vice allenatore del San Gallo.

## Biografia
Poiché suo padre è nato a Guadalupa, possiede anche il passaporto francese.

## Caratteristiche tecniche
Giocatore molto duttile, il suo ruolo principale è quello di difensore centrale, ma essendo mancino può essere impiegato anche come terzino sinistro o come esterno di centrocampo, oltre che a quello di mediano davanti alla difesa. Le sue armi migliori sono la grande fisicità e l'abilità nei colpi di testa.

## Carriera

### Club

#### Stoccarda
Inizia la carriera nelle giovanili dello Stoccarda.

#### Borussia Mönchengladbach

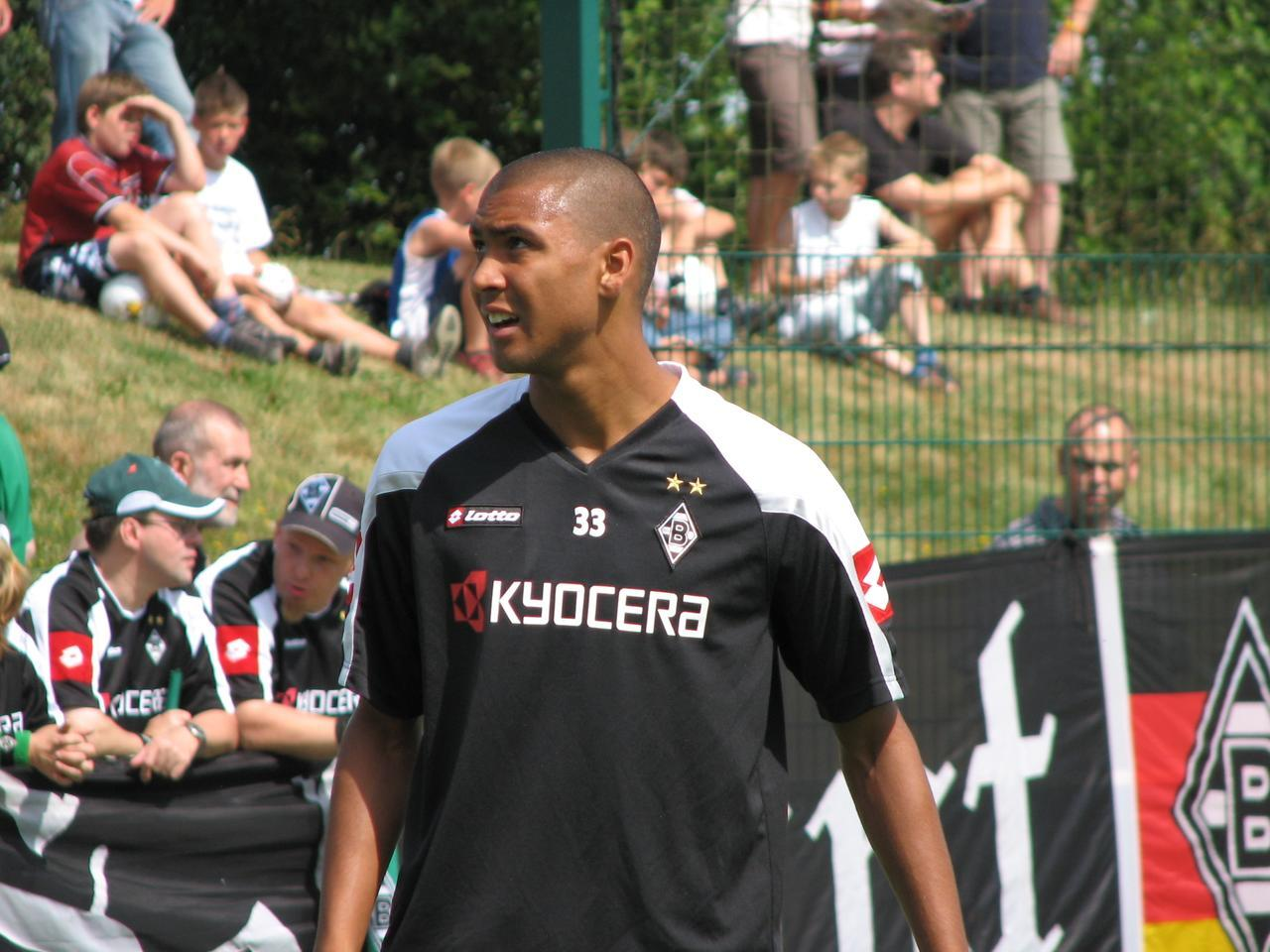
Compper ai tempi del Borussia

Prima di passare al Borussia Mönchengladbach nel gennaio 2003 dove viene impiegato nella formazione Under-23. Nella stagione 2005-2006 esordisce in Bundesliga e firma il suo primo contratto professionistico che lo lega al club di Mönchengladbach fino a giugno 2008. Nella stagione 2006-2007 totalizza 23 presenze in Bundesliga, complici gli infortuni di Marcell Jansen e del suo sostituto Filip Daems; a fine stagione la squadra retrocede in Zweite Bundesliga. Anche nella successiva stagione è una riserva.

#### Hoffenheim
A gennaio 2008 firma un accordo con l'Hoffenheim a cui passerà a fine stagione a parametro zero; dopo qualche giorno il Borussia e il suo nuovo club si accordano e per la somma di 100.000 euro il trasferimento viene reso immediato.

#### Fiorentina
Il 25 gennaio 2013 firma un contratto di 3 anni e mezzo con la società italiana della Fiorentina che lo preleva per 200.000 euro. Esordisce in Serie A il 3 marzo in Fiorentina-Chievo 2-1. Ricompare in campo qualche partita dopo, contro il Milan entrando al posto di Stefan Savić e gioca dal primo minuto anche la partita seguente contro l'Atalanta. Conclude la sua prima stagione a Firenze con 7 presenze.
Inizia la sua seconda stagione a Firenze con una presenza nella trasferta vinta 2-5 contro il Genoa. La sua prima presenza in Europa League con la maglia viola arriva il 19 settembre 2013 nella partita interna contro il Paços Ferreira (3-0).
Segna il suo primo gol in maglia viola il 23 gennaio 2014 nella gara di Coppa Italia Fiorentina-Siena (2-1).

#### RB Lipsia
Il 3 agosto 2014 viene ceduto al RB Lipsia, per 500.000 euro. Con il club tedesco colleziona un'ottantina di partite e ottiene assieme ai compagni la prima storica promozione in Bundesliga.

#### Celtic
Il 1º gennaio 2018 il Celtic ufficializza l'acquisto del giocatore a titolo definitivo per poco più di un milione di euro.

### Nazionale
Nel 2005 ha giocato nella Nazionale Under-20 di calcio ai Mondiali di categoria.
Il 19 novembre 2008 fa il suo esordio con la Nazionale maggiore.

## Statistiche

### Presenze e reti nei club
Statistiche aggiornate al 3 marzo 2018.
| Stagione          | Squadra           | Campionato        | Campionato | Campionato | Coppe nazionali | Coppe nazionali | Coppe nazionali | Coppe continentali | Coppe continentali | Coppe continentali | Altre coppe | Altre coppe | Altre coppe | Totale | Totale |
| Stagione          | Squadra           | Comp              | Pres       | Reti       | Comp            | Pres            | Reti            | Comp               | Pres               | Reti               | Comp        | Pres        | Reti        | Pres   | Reti   |
| ----------------- | ----------------- | ----------------- | ---------- | ---------- | --------------- | --------------- | --------------- | ------------------ | ------------------ | ------------------ | ----------- | ----------- | ----------- | ------ | ------ |
| gen.-giu.2008     | Hoffenheim        | BL2               | 17         | 0          | CG              | 2               | 0               | -                  | -                  | -                  | -           | -           | -           | 19     | 0      |
| 2008-2009         | Hoffenheim        | BL                | 30         | 1          | CG              | 2               | 0               | -                  | -                  | -                  | -           | -           | -           | 32     | 1      |
| 2009-2010         | Hoffenheim        | BL                | 32         | 1          | CG              | 3               | 1               | -                  | -                  | -                  | -           | -           | -           | 35     | 2      |
| 2010-2011         | Hoffenheim        | BL                | 32         | 2          | CG              | 4               | 0               | -                  | -                  | -                  | -           | -           | -           | 36     | 2      |
| 2011-2012         | Hoffenheim        | BL                | 30         | 2          | CG              | 3               | 0               | -                  | -                  | -                  | -           | -           | -           | 33     | 2      |
| 2012-gen.2013     | Hoffenheim        | BL                | 16         | 0          | CG              | 0               | 0               | -                  | -                  | -                  | -           | -           | -           | 16     | 0      |
| Totale Hoffenheim | Totale Hoffenheim | Totale Hoffenheim | 157        | 6          |                 | 14              | 1               |                    |                    |                    |             |             |             | 171    | 7      |
| gen.-giu. 2013    | Fiorentina        | A                 | 7          | 0          | CI              | 0               | 0               | -                  | -                  | -                  | -           | -           | -           | 7      | 0      |
| 2013-2014         | Fiorentina        | A                 | 9          | 0          | CI              | 3               | 1               | UEL                | 7                  | 0                  | -           | -           | -           | 19     | 1      |
| Totale Fiorentina | Totale Fiorentina | Totale Fiorentina | 16         | 0          |                 | 3               | 1               |                    | 7                  | 0                  |             |             |             | 26     | 1      |
| 2014-2015         | Lipsia            | BL2               | 27         | 0          | CG              | 0               | 0               | -                  | -                  | -                  | -           | -           | -           | 27     | 0      |
| 2015-2016         | Lipsia            | BL2               | 23         | 3          | CG              | 0               | 0               | -                  | -                  | -                  | -           | -           | -           | 23     | 3      |
| 2016-2017         | Lipsia            | BL                | 25         | 2          | CG              | 1               | 0               | -                  | -                  | -                  | -           | -           | -           | 26     | 2      |
| 2017-gen. 2018    | Lipsia            | BL                | 2          | 0          | CG              | 0               | 0               | UCL                | 1                  | 0                  | -           | -           | -           | 3      | 0      |
| Totale Lipsia     | Totale Lipsia     | Totale Lipsia     | 77         | 5          |                 | 1               | 0               |                    | 1                  | 0                  |             | -           | -           | 79     | 5      |
| gen.-giu. 2018    | Celtic            | SP                | 0          | 0          | SC+CdL          | 1+0             | 0               | UCL+UEL            | 0                  | 0                  | -           | -           | -           | 1      | 0      |
| Totale carriera   | Totale carriera   | Totale carriera   | 271        | 11         |                 | 19              | 1               |                    | 8                  | 0                  |             |             |             | 298    | 12     |

### Cronologia presenze e reti in nazionale
| Cronologia completa delle presenze e delle reti in nazionale ― Germania | Cronologia completa delle presenze e delle reti in nazionale ― Germania | Cronologia completa delle presenze e delle reti in nazionale ― Germania | Cronologia completa delle presenze e delle reti in nazionale ― Germania | Cronologia completa delle presenze e delle reti in nazionale ― Germania | Cronologia completa delle presenze e delle reti in nazionale ― Germania | Cronologia completa delle presenze e delle reti in nazionale ― Germania | Cronologia completa delle presenze e delle reti in nazionale ― Germania |
| Data                                                                    | Città                                                                   | In casa                                                                 | Risultato                                                               | Ospiti                                                                  | Competizione                                                            | Reti                                                                    | Note                                                                    |
| ----------------------------------------------------------------------- | ----------------------------------------------------------------------- | ----------------------------------------------------------------------- | ----------------------------------------------------------------------- | ----------------------------------------------------------------------- | ----------------------------------------------------------------------- | ----------------------------------------------------------------------- | ----------------------------------------------------------------------- |
| 19-11-2008                                                              | Berlino                                                                 | Germania                                                                | 1 – 2                                                                   | Inghilterra                                                             | Amichevole                                                              | -                                                                       | 77’                                                                     |
| Totale                                                                  |                                                                         | Presenze                                                                | 1                                                                       |                                                                         | Reti                                                                    | 0                                                                       |                                                                         |

## Palmarès

### Club

#### Competizioni nazionali
- Campionato scozzese: 1

Celtic: 2018-2019
- Coppa di Scozia: 1

Celtic: 2018-2019
- Coppa di Lega scozzese: 1

Celtic: 2018-2019